# Droga wojewódzka nr 350
Droga wojewódzka nr 350 (DW350) – droga wojewódzka o długości 71 km leżąca na obszarze województw lubuskiego i dolnośląskiego. Trasa ta łączy Łęknicę z Bolesławcem. Droga w dużej części w nie najlepszym stanie.

## Historia numeracji
Na przestrzeni lat trasa posiadała różne oznaczenia i klasyfikacje:

| Numer | Kategoria                             | Przebieg                                            | Lata obowiązywania | Źródło | Uwagi                                                                                        |
| ----- | ------------------------------------- | --------------------------------------------------- | ------------------ | --- | -------------------------------------------------------------------------------------------- |
| ?     | droga lokalna („droga inna”)          | Łęknica – Przewóz – Gozdnica – Ruszów – Bolesławiec | 1952 – 1986        | - Atlas samochodowy Polski 1:500 000. Wyd. IV. Warszawa: Państwowe Przedsiębiorstwo Wydawnictw Kartograficznych, 1965. Brak numerów stron w książce - Samochodowy atlas Polski 1:500 000. Wyd. V. Warszawa: Państwowe Przedsiębiorstwo Wydawnictw Kartograficznych, 1979. ISBN 83-7000-017-7. Brak numerów stron w książce - Mapa samochodowa Polski 1:1 500 000, Załącznik do informatora samochodowo-motocyklowego – rocznik XXVIII, Warszawa: Państwowe Przedsiębiorstwo Wydawnictw Kartograficznych, 1983. Brak numerów stron w książce - Samochodowy atlas Polski 1:500 000. Wyd. IX. Warszawa: Państwowe Przedsiębiorstwo Wydawnictw Kartograficznych, 1984. Brak numerów stron w książce - Samochodowy atlas Polski 1:500 000. Wyd. IX. Warszawa: Państwowe Przedsiębiorstwo Wydawnictw Kartograficznych, 1985. Brak numerów stron w książce | 1. nieznana numeracja 2. kategoria na podstawie ówcześnie wydawanych map i atlasów drogowych |
| 350   | droga krajowa: 1 X 1985 – 31 XII 1998 | Łęknica – Przewóz – Gozdnica – Ruszów – Bolesławiec | od 14 II 1986      | - Uchwała nr 192 Rady Ministrów z dnia 2 grudnia 1985 r. w sprawie zaliczenia dróg do kategorii dróg krajowych (M.P. z 1986 r. nr 3, poz. 16) - Polska: Atlas samochodowy 1:300 000. Wyd. pierwsze. Warszawa/Wrocław: Polskie Przedsiębiorstwo Wydawnictw Kartograficznych, 1992. ISBN 83-7000-080-0. Brak numerów stron w książce - Polska: Mapa samochodowa 1:700 000, wyd. 1, Szczecin: Wydawnictwo Kartograficzne KOMPAS, 1996–1997, ISBN 83-904373-2-5. Brak numerów stron w książce - Polska: Mapa samochodowa 1:700 000, wyd. II Zmienione i poprawione, Szczecin: Wydawnictwo Kartograficzne KOMPAS, 1997–1998, ISBN 83-904373-3-3. Brak numerów stron w książce |                                                                                              |
| 350   | droga wojewódzka: od 1 stycznia 1999  | Łęknica – Przewóz – Gozdnica – Ruszów – Bolesławiec | od 14 II 1986      | - Rozporządzenie Rady Ministrów z dnia 15 grudnia 1998 r. w sprawie ustalenia wykazu dróg krajowych i wojewódzkich (Dz.U. z 1998 r. nr 160, poz. 1071) - Polska: autoatlas 1:300 000, Autoatlas opracowano dla potrzeb Polskiego Koncernu Naftowego ORLEN Spółka Akcyjna, Warszawa: ABW Sp. z o.o., 2001, ISBN 83-915542-0-1. Brak numerów stron w książce - Polska: Mapa samochodowa 1:700 000, wyd. XXVII, Dom Wydawniczy PWN, 2016, ISBN 978-83-7705-942-5. Brak numerów stron w książce - Atlas samochodowy Polski 1:200 000 dla profesjonalistów. Wyd. IX. Warszawa: Dom Wydawniczy PWN, 2017. ISBN 978-83-7705-978-4. Brak numerów stron w książce | informacje dla ruchu ciężkiego                                                               |

## Dopuszczalny nacisk na oś
Od 13 marca 2021 roku na drodze dozwolony jest ruch pojazdów o nacisku pojedynczej osi napędowej do 11,5 tony z wyjątkiem określonych miejsc oznaczonych znakiem zakazu B-19.

### Do 13 marca 2021 r.
Wcześniej na całej długości drogi dopuszczalny był ruch pojazdów o nacisku osi pojedynczej nie przekraczającym 8 ton.

## Miejscowości leżące przy DW350
- Łęknica (DK12)
- Nowe Czaple
- Przewoźniki
- Potok
- Przewóz (DK27)
- Bucze
- Lipna
- Gozdnica (DW300)
- Kościelna Wieś
- Ruszów (DW296)
- Parowa
- Osiecznica (DW357)
- Kliczków
- Dobra
- Bolesławiec (DK94)